# غل زرد (خومة)
غل زرد (بالفارسية: گل زرد) هي قرية تقع في إيران في قسم خومة الریفي. يقدر عدد سكانها بـ 251 نسمة بحسب إحصاء 2016.